# Артур, Освальд
Сэр Освальд Рейнор Артур (англ. Oswald Raynor Arthur 16 декабря 1905, Пуна, Британская Индия — 4 декабря 1973) — британский государственный и колониальный деятель, губернатор Багамских островов (1957—1960).

## Биография
Окончил Корпус Кристи Колледж Кембриджа.
- 1937—1948 гг. — в аппарате Верховного комиссара Кипра,
- 1948—1951 гг. — Верховный комиссар на Кипре,
- 1951—1954 гг. — представитель министерства по делам колоний на Бермудских островах,
- 1954—1957 гг. — губернатор Фолклендских островов,
- 1957—1960 гг. — губернатор Бермудских островов,
- с 1962 г. — мировой судья в Восточном Сассексе.